# ポルターガイスト2
『ポルターガイスト2』（Poltergeist II: The Other Side）は、1986年のアメリカ映画。SFXホラームービー。1982年に公開された『ポルターガイスト』の続編。

## 概要
前作から世界観やメインキャストを引き継いだ続編。
劇場公開時はシネマスコープサイズだが、レンタルソフトはテレビサイズ。日本国内では、シネマスコープサイズのLDがリリースされた。日本ではDVD化はされていないが、2010年11月5日にブルーレイディスクが発売された。
前作では語られなかったクエスタベルデの過去の恐るべき秘密や、母親の意外な過去の悲しい秘密が、本作で明らかにされる。前作では母親とキャロル・アンだけだったが、本作では家族一家全員が、あの世の入り口に飛ばされてしまう。クライマックスでキャロル・アンや家族を助ける、VFXで出てくる存在は祖母である。なお、前作でキャロル・アンの姉ダナ役だったドミニク・ダンは前作の公開直後に殺害されたため、本作ではキャロル・アンに姉はもともといないことになっている。

## ストーリー
フリーリング家が住んでいたクエスタベルデの家の地下、埋め潰された墓地のさらにその下は、かつて宗教一派の信者達が集団自決した場所だった。霊媒師タンジーナは、その団体を統率していたケイン牧師の魂が超常現象の元凶であることを発見する。前作にてキャロル・アンの魂の輝きを見たケイン牧師は、それを忘れることができず、彼女を再び手に入れようとしていた。
フリーリング一家は事件の後、母方の祖母宅に身を寄せていた。家と父親の職を失ったものの、平和な時間を過ごす一家。しかし、祖母が亡くなりしばらく経ったある晩、突然キャロル・アンのおもちゃの電話が鳴り出し、再び超常現象が発生する。ケイン牧師がキャロル・アンを発見したのだ。逃げようとする家族の前に、タンジーナの友人である祈祷師テイラーが現れ、ケイン牧師との対決を進言する。

## スタッフ
- 監督 - ブライアン・ギブソン
- 製作 - マーク・ヴィクター / マイケル・グレイス
- 脚本 - マーク・ヴィクター / マイケル・グレイス
- 音楽 - ジェリー・ゴールドスミス
- 撮影 - アンドリュー・ラズロ
- 編集 - トム・ノーブル
- SFX - リチャード・エドランド / BFC

## キャスト
| 役名                         | 俳優                               | 日本語吹替 |
| ---------------------------- | ---------------------------------- | ---------- |
| スティーブ・フリーリング     | クレイグ・T・ネルソン              | 近藤洋介   |
| ダイアン・フリーリング       | ジョベス・ウィリアムズ             | 藤田淑子   |
| キャロル・アン・フリーリング | ヘザー・オルーク                   | 島本須美   |
| ロビー・フリーリング         | オリヴァー・ロビンス               | 浪川大輔   |
| タンジーナ                   | ゼルダ・ルビンスタイン             | 麻生美代子 |
| ケイン牧師                   | ジュリアン・ベック                 | 大塚周夫   |
| 祈祷師テイラー               | ウィル・サンプソン                 | 石田太郎   |
| 祖母                         | ジェラルディン・フィッツジェラルド | 斉藤昌     |

- その他の声の出演：小宮和枝、有本欽隆

日本語版制作スタッフ：演出：岡本知、翻訳：鈴木導、調整：飯塚秀保、効果：PAG、制作：グロービジョン
- 初回放送：1988年11月26日、フジテレビ「ゴールデン洋画劇場」※BD収録